# Iwan Jurjewitsch Tscheresow
Iwan Jurjewitsch Tscheresow (russisch Иван Юрьевич Черезов, wiss. Transliteration Ivan Jur'evič Čerezov; * 18. November 1980 in Ischewsk) ist ein ehemaliger russischer Biathlet.

## Karriere
Iwan Tscheresow debütierte im Dezember 2003 im finnischen Kontiolahti im Weltcup. Mit Platz 22 und 20 erzielte er in seinen ersten beiden Rennen direkt gute Ergebnisse.
In der Folge konnte Tscheresow mehrere Erfolge mit russischen Staffeln feiern. Bei der Biathlon-Mixed-Relay-Weltmeisterschaft 2005 in Chanty-Mansijsk gewann er die Goldmedaille über 4 × 6 km zusammen mit Olga Pyljowa, Swetlana Ischmuratowa und Nikolai Kruglow. Eine Silbermedaille erreichte er bei den Olympischen Winterspielen 2006 in Turin mit der Männer-Staffel über 4 × 7,5 km. Im Sprint über 10 Kilometer belegte er den 6. Platz, über 20 Kilometer reichte es für den achten Platz. Bei den Weltmeisterschaften 2007 in Antholz und 2008 in Östersund gewann er mit der Staffel die Goldmedaille. Als Startläufer holte Iwan Tscheresow mit der russischen Olympia-Staffel die Bronzemedaille bei den Winterspielen 2010 in Vancouver und erreichte mit Rang 10 im Sprint sowie zwei 6. Plätzen in Verfolgung und Massenstart weitere Top-Ten-Platzierungen. Die Medaille aus der Staffel wurde im später aberkannt, da Jewgeni Ustjugow des Dopings überführt wurde.
Tscheresow gewann insgesamt sieben Weltcuprennen. Seine beste Saison hatte er im Winter 2009/10, in der er hinter Emil Hegle Svendsen und Christoph Sumann Dritter im Gesamtweltcup wurde. Überhaupt war Tscheresow zwischen 2007 und 2011 jedes Jahr unter den Besten zehn der Gesamtwertung und damit über den Zeitraum betrachtet der stärkste Athlet im russischen Herrenteam.
Nach einer Verletzung, die er sich bei den russischen Sommermeisterschaften 2011 zugezogen hatte, verlor er zur Saison 2011/12 seinen Platz im Weltcupteam. In der Folge nahm er bis 2016 nur noch vereinzelt an Weltcuprennen teil. Im Frühjahr 2016 beendete Tscheresow seine aktive Karriere.

## Statistiken

### Biathlon-Weltcup-Platzierungen
Die Tabelle zeigt alle Platzierungen (je nach Austragungsjahr einschließlich Olympische Spiele und Weltmeisterschaften).
- 1.–3. Platz: Anzahl der Podiumsplatzierungen
- Top 10: Anzahl der Platzierungen unter den ersten zehn (einschließlich Podium)
- Punkteränge: Anzahl der Platzierungen innerhalb der Punkteränge (einschließlich Podium und Top 10)
- Starts: Anzahl gelaufener Rennen in der jeweiligen Disziplin
- Staffel: inklusive Mixed- und Single-Mixed-Staffeln

| Platzierung | Einzel | Sprint | Verfolgung | Massenstart | Staffel | Gesamt |
| ----------- | ------ | ------ | ---------- | ----------- | ------- | ------ |
| 1. Platz    |        | 3      | 2          | 2           | 7       | 14     |
| 2. Platz    | 1      | 1      | 1          |             | 11      | 14     |
| 3. Platz    |        | 2      | 4          | 4           | 2       | 12     |
| Top 10      | 9      | 32     | 20         | 19          | 28      | 108    |
| Punkteränge | 21     | 53     | 46         | 30          | 30      | 180    |
| Starts      | 26     | 69     | 51         | 30          | 38      | 214    |

### Weltcupsiege
| Nr. | Datum         | Ort             | Disziplin   |
| --- | ------------- | --------------- | ----------- |
| 1.  | 18. März 2007 | Chanty-Mansijsk | Massenstart |
| 2.  | 2. Dez. 2007  | Kontiolahti     | Verfolgung  |
| 3.  | 15. März 2008 | Oslo            | Verfolgung  |
| 4.  | 19. Dez. 2009 | Pokljuka        | Sprint      |
| 5.  | 13. März 2010 | Kontiolahti     | Sprint      |
| 6.  | 21. März 2010 | Oslo            | Massenstart |
| 7.  | 26. März 2010 | Chanty-Mansijsk | Sprint      |

| Nr. | Datum         | Ort                  | Disziplin       |
| --- | ------------- | -------------------- | --------------- |
| 1.  | 20. März 2005 | Chanty-Mansijsk (WM) | Mixed-Staffel 1 |
| 2.  | 10. Dez. 2006 | Hochfilzen           | Staffel 2       |
| 3.  | 4. Jan. 2007  | Oberhof              | Staffel 3       |
| 4.  | 10. Feb. 2007 | Antholz (WM)         | Staffel 3       |
| 5.  | 16. Feb. 2008 | Östersund (WM)       | Staffel 3       |
| 6.  | 14. Dez. 2008 | Hochfilzen           | Staffel 4       |
| 7.  | 17. Jan. 2010 | Ruhpolding           | Staffel 5       |

### Olympische Winterspiele
|                                        | Sprint | Verfolgung | Einzel | Massenstart | Staffel |
| -------------------------------------- | ------ | ---------- | ------ | ----------- | ------- |
| Olympische Winterspiele 2006 Turin     | 5.     | 15.        | 8.     | –           | 2.      |
| Olympische Winterspiele 2010 Vancouver | 10.    | 6.         | 15.    | 6.          | DSQ     |

### Weltmeisterschaften
|                                              | Einzelwettbewerbe | Einzelwettbewerbe | Einzelwettbewerbe | Einzelwettbewerbe | Staffelwettbewerbe | Staffelwettbewerbe | Staffelwettbewerbe |
| Sprint                                       | Verfolgung        | Einzel            | Massenstart       | Herrenstaffel     | Mixed-Staffel      |                    |                    |
| -------------------------------------------- | ----------------- | ----------------- | ----------------- | ----------------- | ------------------ | ------------------ | ------------------ |
| Weltmeisterschaften 2005 Hochfilzen          | –                 | –                 | 59.               | 26.               | –                  |                    |                    |
| Mixed-Weltmeisterschaft 2005 Chanty-Mansijsk |                   |                   |                   |                   |                    | 1.                 |                    |
| Mixed-Weltmeisterschaft 2006 Pokljuka        |                   |                   |                   |                   |                    | 16.                |                    |
| Weltmeisterschaften 2007 Antholz             | 22.               | 9.                | 6.                | 16.               | 1.                 | –                  |                    |
| Weltmeisterschaften 2008 Östersund           | 4.                | 8.                | 18.               | 8.                | 10.                | 1.                 |                    |
| Weltmeisterschaften 2009 Südkorea            | 38.               | 26.               | 7.                | 3.                | 6.                 | 5.                 |                    |
| Mixed-Weltmeisterschaft 2010 Chanty-Mansijsk |                   |                   |                   |                   |                    | 4.                 |                    |
| Weltmeisterschaften 2011 Chanty-Mansijsk     | 19.               | 18.               | 22.               | 5.                | DSQ                | 6.                 |                    |